# Jan Cywiński
Jan Cywiński (ur. 20 maja 1956 w Warszawie) – polski filolog klasyczny, publicysta, działacz opozycji demokratycznej w okresie PRL.

## Życiorys
Absolwent VI Liceum Ogólnokształcącego im. Tadeusza Reytana w Warszawie (1975). W 1979 ukończył studia z zakresu filologii klasycznej na Uniwersytecie Warszawskim. Od 1976 współpracował z Komitetem Obrony Robotników, uczestniczył w akcji pomocy robotnikom represjonowanym w związku z wydarzeniami czerwcowymi w 1976 w Ursusie, był także członkiem delegacji studentów, którzy złożyli w Kancelarii Sejmu PRL list z wnioskiem o powołanie komisji do spraw przebiegu protestów robotniczych z 25 czerwca 1976 (został za to ukarany dyscyplinarnie upomnieniem przez władze UW).
W październiku 1977 został jednym z sygnatariuszy deklaracji założycielskiej Studenckiego Komitetu Solidarności w Warszawie, następnie był jednym z głównych autorów jego oświadczeń. Od tego samego roku współpracował z Niezależną Oficyną Wydawniczą NOWa, w latach 1977–1981 zajmował się dystrybucją wydawnictw niezależnych na uczelniach wyższych. Również w 1977 został członkiem warszawskiego Klubu Inteligencji Katolickiej. Między 1979 a 1980 nawiązał współpracę z podziemnym pismem „Krytyka”. Pod koniec lat 70. był w związku ze swoją działalnością kilkukrotnie zatrzymywany przez funkcjonariuszy Służby Bezpieczeństwa, a jego mieszkanie rewidowano. Należał do grupy członków i współpracowników Komitetu Samoobrony Społecznej „KOR” zatrzymanych 20 sierpnia 1980 i następnie aresztowanych, a zwolnionych 1 września 1980 w związku z porozumieniami sierpniowymi.
Po powstaniu NSZZ „Solidarność” został pracownikiem Ośrodka Prac Społeczno-Zawodowych przy Krajowej Komisji Porozumiewawczej. Po wprowadzeniu stanu wojennego pozostawał w ukryciu aż do listopada 1983. Od września 1982 współpracował z „Tygodnikiem Mazowsze”, do listopada 1983 i następnie ponownie od stycznia 1985 do sierpnia 1987 obsługiwał urządzenie do elektronicznego składania tekstów (tzw. składopis). Pisał także teksty do „Krytyki” (pod pseudonimami „Andrzej Arpinacki” i „Andrzej K. Mariański”), tłumaczył teksty z języka francuskiego, redagował podziemne wydawnictwa książkowe (w tym Korzenie totalitaryzmu Hannah Arendt). W latach 1984–1990 był zatrudniony w Oddziale Starych Druków Biblioteki Uniwersyteckiej w  Warszawie.
W latach 1989–1991 był archiwistą i protokolantem Obywatelskiego Klubu Parlamentarnego, a następnie klubu parlamentarnego Unii Demokratycznej. W 1992 był sekretarzem redakcji „Obserwatora Codziennego”. W 1993 został redaktorem działu publicystyki „Gazety Wyborczej”, równocześnie w latach 1990–1994 był także członkiem redakcji pisma „Krytyka”.
W 2011 odznaczony przez prezydenta Bronisława Komorowskiego Krzyżem Oficerskim Orderu Odrodzenia Polski.